# Carmelo Simeone
Carmelo Simeone (* 22. September 1933 in Ciudadela, Gran Buenos Aires; † 11. Oktober 2014 ebenda) war ein argentinischer Fußballspieler, der mit der Nationalmannschaft seines Heimatlandes an der Fußball-Weltmeisterschaft 1966 teilnahm.

## Karriere

### Vereinskarriere
Carmelo Simeone begann mit dem Fußballspielen beim argentinischen Hauptstadtverein CA Vélez Sarsfield, mit dem er 1955 in der ersten Mannschaft im Ligabetrieb der Primera División debütierte. Für den damaligen Mittelklasseverein machte er zwischen 1955 und 1961 164 Ligaspiele in der ersten argentinischen Fußballliga. Ein Torerfolg gelang ihm dabei nicht. 1961 wechselte der Mittelfeldspieler zu den Boca Juniors, dem neben River Plate populärsten argentinischen Verein. An der Seite anderer Spitzenspieler der damaligen Zeit wie etwa Torhüter Antonio Roma, Abwehrspieler Silvio Marzolini und Mittelfeldakteur Antonio Rattín gewann Simeone mit Boca dreimal die argentinische Fußballmeisterschaft. 1962 belegte die Mannschaft aus dem Arbeiterviertel La Boca den ersten Platz in der Tabelle mit zwei Punkten Vorsprung auf den ewigen Rivalen River Plate. Nachdem man in der Folgesaison beim Titelgewinn von Independiente Avellaneda nur Dritter geworden war, gelang 1964 erneut der Triumph in der Primera División mit acht Punkten Vorsprung vor Independiente. In der folgenden Saison konnten die Boca Juniors ihren Titel verteidigen und sicherten sich damit 1965 die Meisterschaft mit einem Zähler Vorsprung vor River Plate. Dieser Titelgewinn war der letzte für Carmelo Simeone während seiner Zeit bei den Boca Juniors. Nach zwei titellosen Jahren verließ der mittlerweile Vierunddreißigjährige den Verein 1967 zum unterklassigen Club  Sportivo Belgrano, bei dem er im Jahr darauf seine Karriere beendete.

### Nationalmannschaft
Zwischen 1959 und 1966 wurde Carmelo Simeone sechs Mal in der argentinischen Fußballnationalmannschaft eingesetzt. Gleich im ersten Jahr seiner Nationalmannschaftszeit spielte er mit der argentinischen Auswahl die Copa América im eigenen Land, die man siegreich gestalten konnte. Sieben Jahre danach nahm Simeone an einem weiteren großen internationalen Turnier, der Fußball-Weltmeisterschaft 1966 in England, teil. Bei dem Turnier im Mutterland des Fußballs wurde er jedoch nicht eingesetzt. Seine Mannschaft erreichte indes das Viertelfinale, in dem sich allerdings der spätere Weltmeister und Gastgeber England als eine unüberwindliche Hürde erwies.